# Adam Boqvist
Adam Boqvist (Falun, Suecia, 15 de agosto de 2000) es un jugador profesional sueco de hockey sobre hielo que se desempeña en la posición de defensor derecho en Columbus Blue Jackets, equipo de la National Hockey League (NHL).

## Carrera
Fue seleccionado en la primera ronda en la NHL Entry Draft de 2018. En 2019 hizo su debut profesional con el equipo Chicago Blackhawks, en el que jugó dos temporadas (2019-2021), y después pasó al Columbus Blue Jackets, donde lleva jugando tres temporadas.